# Watafuk?!
«Watafuk?!» — песня российского хип-хоп-исполнителя Моргенштерна, записанная совместно с американским рэпером Lil Pump. Она была выпущена 13 ноября 2020 на лейбле Zhara Music и спродюсирована Slava Marlow, ранее сотрудничавшим с Моргенштерном.

## История
Фит есть, но не забывайте, кто я такой. Верить мне или нет — решать вам, но я бы на вашем месте не верил мне.
В декабре 2019 года в историях своего аккаунта Instagram Моргенштерн попросил своих слушателей заспамить комментарии Lil Pump в его аккаунте Instagram с просьбой сделать совместный трек, после чего, по словам Моргенштерна, Lil Pump написал ему. Год спустя, в интервью, данном Юрию Дудю, Моргенштерн заявил, что у него имеется записанная песня с Lil Pump, но релиз песни откладывался, потому что, по словам рэпера, «для этого ещё не настало время».
За несколько часов до выпуска песня была слита в интернет. 13 ноября 2020 года состоялся официальный релиз песни на лейбле Zhara Music. Спустя день после выхода песни, анимированное видео, выпущенное на официальном YouTube-канале Моргенштерна, набрало пять миллионов просмотров и возглавило тренды российского сегмента YouTube.

## Коммерческий успех
Песня вошла в топ-10 чарта Apple Music в десяти странах, в топ-15 чарта iTunes в двух странах и в топ-15 чарта Spotify в двух странах.

## Композиция
В песне Моргенштерн сравнивает себя с американским рэпером, актёром и продюсером Тупаком, а Lil Pump поёт о своём богатом образе жизни.

## Чарты
| Чарт (2020)               | Высшая позиция |
| ------------------------- | -------------- |
| Эстония (Apple Music)     | 1              |
| Латвия (Apple Music)      | 1              |
| Мир (ВКонтакте)           | 1              |
| Молдова (Apple Music)     | 1              |
| Россия (Apple Music)      | 1              |
| Украина (Apple Music)     | 1              |
| Кыргызстан (Apple Music)  | 2              |
| Мир (Genius)              | 2              |
| Россия (Яндекс.Музыка)    | 2              |
| Латвия (Spotify)          | 3              |
| Россия (iTunes)           | 3              |
| Азербайджан (Apple Music) | 4              |
| Казахстан (Apple Music)   | 4              |
| Литва (Apple Music)       | 4              |
| Таджикистан (Apple Music) | 7              |
| Россия (YouTube Music)    | 8              |
| Россия (Deezer)           | 10             |
| Армения (Apple Music)     | 11             |
| Кипр (Apple Music)        | 26             |
| Эстония (Spotify)         | 12             |
| Украина (iTunes)          | 12             |
| Польша (Apple Music)      | 48             |
| Литва (Spotify)           | 64             |
| Турция (Apple Music)      | 111            |
| Болгария (Apple Music)    | 125            |
| Чехия (Apple Music)       | 138            |
| Финляндия (Apple Music)   | 209            |